# YouTube Poop
Une YouTube Poop (souvent abrégé YTP) ou simplement Poop est un type de mashup vidéo créé en éditant des sources préexistantes à des fins humoristiques ou de divertissement, parfois choquant par sa vulgarité ou encore déconcertant par son absurdité. Ces vidéos tirent leur nom du site YouTube, sur lequel elles sont généralement partagées (bien qu'elles puissent être disponibles sur d'autres sites de partage de vidéos), et du mot anglais « poop » signifiant « caca » en raison de leur caractère grotesque et absurde.

## Techniques
Dans une vidéo YouTube Poop typique, des effets visuels et sonores (par exemple prendre des sons que font des personnages et les réorganiser pour leur faire dire de nouveaux mots / nouvelles phrases) sont appliqués pour modifier l'œuvre sous-jacente. Ces vidéos peuvent raconter une histoire, tandis que d'autres suivent une narration non-linéaire, voire ne contiennent pas de scénario du tout. Alternativement, une vidéo YouTube Poop peut n'être constituée que de la répétition d'une vidéo existante, éventuellement ralentie ou remixée. Dans de nombreux cas, la YouTube Poop utilise une séquence étrange d'éléments qui peuvent, en fonction du public, divertir, confondre ou irriter(notamment par l'usage de mots grossiers). Michael Wesch, professeur associé d'anthropologie culturelle à l'Université d'État du Kansas, a défini les YouTube Poop comme « les remixes les plus absurdes qui singent et ridiculisent les plus bas standards techniques et esthétiques de la culture remix afin de la commenter elle-même » (« absurdist remixes that ape and mock the lowest technical and aesthetic standards of remix culture to comment on remix culture itself »).
Les médias usités comme sources pour les YouTube Poops peuvent inclure des émissions de télévisions, films, dessins animés, publicités, jeux vidéo et d'autres vidéos obtenues à partir de YouTube ou ailleurs. Il n'y a aucune limitation généralement acceptée pour le type de matériel source pouvant être utilisé. Pour exemple, les cinématiques des jeux vidéo Link: The Faces of Evil et Zelda: The Wand of Gamelon sont une des sources les plus utilisées dans les YouTube Poop en raison de leur qualité médiocre.
Les YouTube Poops sont souvent elles-mêmes dérivées dans le sens où le travail d'un artiste de ce genre (parfois « pooper » ou « poopeur ») est fréquemment réutilisé comme source sous-jacente pour une autre vidéo. Lawrence Lessig, professeur de droit à la Faculté de droit de Harvard, définit ce comportement comme un exemple d'appel et réponse (« call & response ») au sein d'une culture du remix.
Au sein de la communauté francophone, les YouTube Poopeurs les plus connus et regardés sont Jefaischierlesgens, 123Lunatic (la chaîne YouTube de ce dernier fut supprimée en mars 2015), Groscacaboudin, RangerSpatial8 et EnfluredeRenard.
À l'origine très spontanées et créées rapidement, les YouTube Poops actuelles sont, selon certains créateurs, bien plus longues à produire en raison, notamment, de la longueur du temps de rendu des effets spéciaux utilisés.

## Origines
La première YouTube Poop est publiée le 22 décembre 2004 par l’utilisateur SuperYoshi et mettait déjà en avant le comique de répétition ainsi que les effets aléatoires de Windows Movie Maker avec pour source un épisode du dessin animé The Super Mario Bros. Super Show!.

## Droit d'auteur et limites acceptables
En raison de l'utilisation de contenus protégés par droit d'auteur et de la manière dont ils sont utilisés, les vidéos de YTP sont souvent retirées de YouTube à la suite d'une plainte DMCA. Toutefois, le politologue et auteur Trajce Cvetkovski note que malgré le dépôt d'une plainte de violation de droit d'auteur par Viacom contre YouTube en 2007, des YouTube Poop n'ont pas été retirées du site. Il y a par exemple The Sky Had a Weegee par Hurricoaster, qui comporte des scènes du dessin animé Bob l'éponge (en particulier, l'épisode Le Hollandais volant) et une caricature basée sur le personnage Luigi de Nintendo, spécifiquement son apparition sur le jeu vidéo éducatif Mario a disparu !.
La loi dans le Royaume-Uni permet d'utiliser du contenu protégé à des fins de parodie, pastiche et caricature sans enfreindre le droit d'auteur de l'œuvre. Les détenteurs du droit d'auteur sont en mesure de poursuivre le créateur de la parodie, du pastiche ou de la caricature seulement si le contenu ainsi créé contient des messages haineux ou discriminatoires. Si l'affaire est portée devant les tribunaux, c'est à un juge de décider si la vidéo est acceptable. Malgré cette loi, YouTube n'a pas modifié ses termes et conditions pour permettre aux utilisateurs de télécharger des parodies, pastiches ou des caricatures, ce qui signifie que certaines personnes pourraient encore avoir des problèmes vis-à-vis du droit d'auteur alors même qu'elles ne l'ont pas enfreint.